# Moldvabányai csata
A moldvabányai csata 1467. december 15-én zajlott a Moldvát hűbéresévé tenni akaró Hunyadi Mátyás és a moldvai vajda, III. „Nagy” István erői között. A Moldvabánya (civitas Moldaviae) városában megszálló magyar sereget éjjel meglepték a moldvaiak és a véres kézitusában maga Mátyás is három sebet kapott. Bár a támadókat sikerült visszaverni, a király sebesülése és az elszenvedett veszteségek miatt a magyar sereg visszavonult Erdélybe. A következő évben István vajda kibékült a magyar királlyal.

## Előzmények
A 15. század közepén I. Sándor vajda két fia, III. Péter Áron és II. Bogdán (valamint ennek fia, III. István) küzdött a Moldva fölötti hatalomért. A harcoló felek aszerint esküdtek hűséget a szomszédos hatalmaknak, Lengyelországnak illetve Magyarországnak, ahogyan érdekeiknek leginkább megfelelt. 1451-ben Péter Áron legyőzte és lefejeztette Bogdánt és a lengyel királlyal kötött szövetséget. Ennek megfelelően III. István Hunyadi Jánostól kért segítséget. 1457-ben havasalföldi segítséggel István szerezte meg a trónt és behódolt IV. Kázmérnak, Péter Áron pedig Magyarországra menekült. 1462-ben István megostromolta, 1465-ben pedig el is foglalta a Duna-deltában fekvő havasalföldi és magyar csapatok által védett Kilia erődjét, és feltehetően szerepe volt az 1467-es erdélyi felkelés kirobbantásában is. Miután Mátyás király leverte a felkelést, úgy döntött, hogy még abban az évben fegyverrel kényszeríti meghódolásra a szomszédos fejedelemséget.
Bár Szapolyai Imre óva intette a királyt, hogy a tél kezdetén hadműveletekbe fogjon, Mátyás október végén (vagy november 25-én) elindult Nagyszebenből. Az Ojtozi- és Gyimesi-szorost eltorlaszolva és lengyel zsoldosokkal megerősítve találta; itt áttört és a Szeret völgyébe érkezve kifosztotta és felégette Bákó és Románvásár városokat. István békekérő követeket küldött hozzá, de ajánlatát Mátyás csak taktikázásnak ítélte és továbbnyomult Szőcsvásárba, a vajda székhelye felé.

## A csata lefolyása

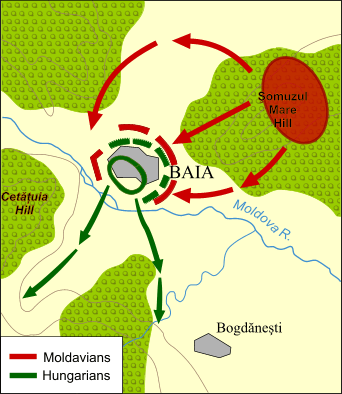
A moldvabányai csata

December elején hosszabb táborozással számolva a Moldova folyó mellett fekvő Moldvabánya kisvárosban szállt meg a magyar sereg. Itt újabb követek érkeztek, de a tárgyalások továbbra sem jártak eredménnyel. December 14-én állítólag magát István vajdát is elfogták, de rávette fogvatartóját, egy erdélyi hadnagyot, hogy engedje szabadon. December 15-én este egy erdélyi nemes érkezett Mátyáshoz, azzal a hírrel, hogy 12 000 moldvai fegyveres közeledik a város felé, amelyben lengyel, székely és rutén zsoldosok is harcoltak. A város védelmét megerősítették és még az este folyamán a három részre osztott moldvai sereg támadásba lendült. A támadók a helyi polgárok segítségével többhelyütt felgyújtották a várost, majd négyórás elkeseredett kézitusa következett, melynek során a moldvaiak a főtéren a magyar királyt védő 200 páncélos lovagig is eljutottak. A harc során Mátyás három sebet kapott; egy kopja hegye beletört a testébe és csak négy évvel később tudták eltávolítani. Elkeseredett küzdelemben sikerült kiszorítani a moldvai és lengyel zsoldos támadókat a városon kívülre. Janus Pannonius szerint 7000 moldvai esett el és még 4000-et vágtak le menekülés közben. A magyar veszteségeket Antonio Bonfini 1200-ra, Janus Pannonius 4000-re teszi (a Historiae Polonicae lengyel krónika 10 000 magyar áldozatról tud).

## Következmények
Mivel a király súlyosan megsebesült (csak hordszéken tudott közlekedni), a sereg jelentős veszteségeket szenvedett és nem volt utánpótlásuk, Mátyás visszafordult Erdélybe. A lengyel krónika szerint 500 ágyút (a szám egyértelműen irreális) és egyéb kincseket ásott el visszavonulása közben. A csatában mindkét fél győztesnek nyilvánította magát, István vajda a zsákmányolt zászlókat és a hátrahagyott értékeket elküldte a lengyel királynak diadala bizonyítékául. Mátyás is jelentős számú moldvai zászlót zsákmányolt, ezeket a budai Boldogasszony-templomban helyezték el. 

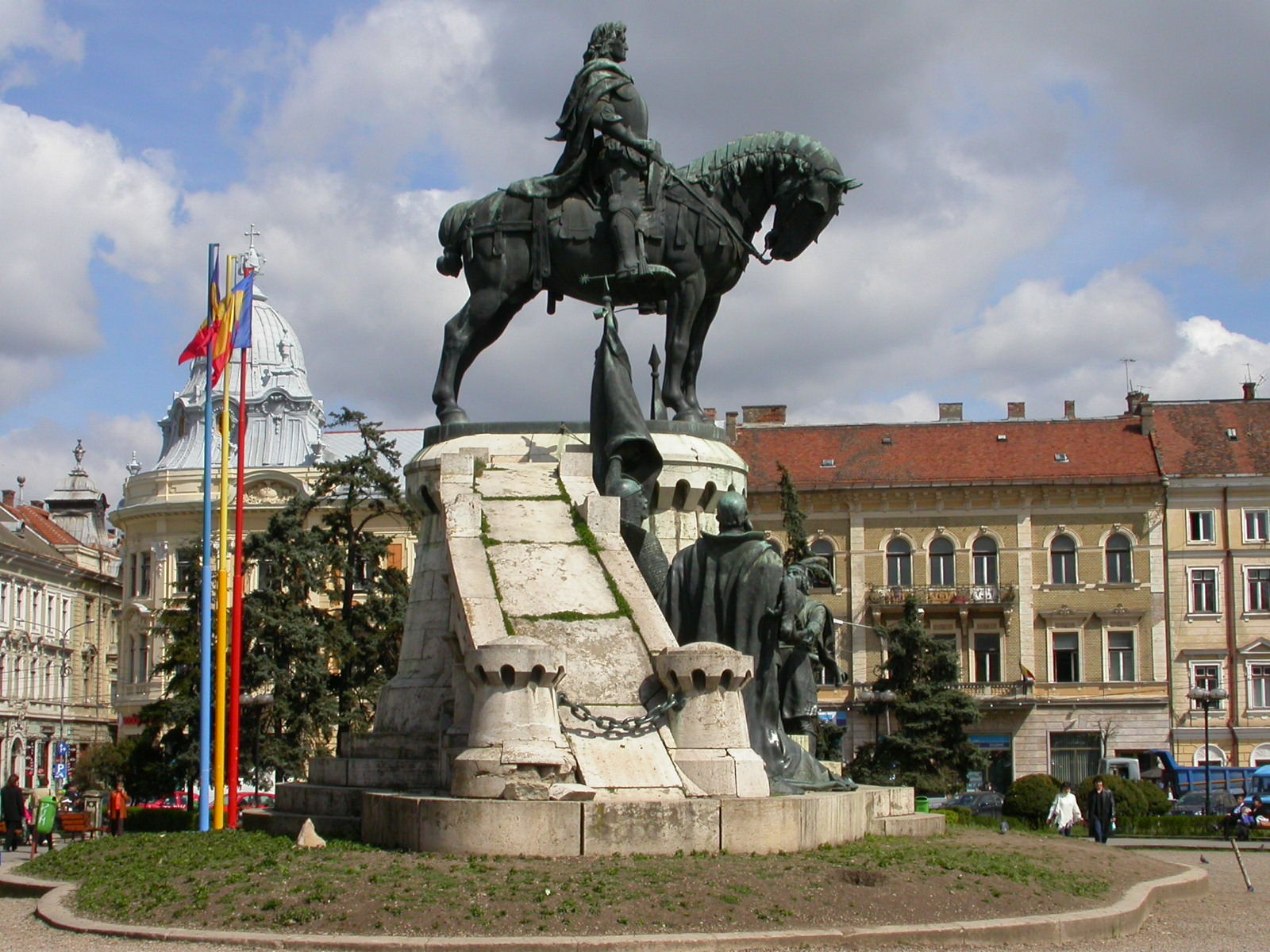
I. Mátyás magyar király lovasszobra

Míg vad Moldvát nyomta Mátyás király hada,

zászlaját Vitéz is elküldötte oda.

Oláh földről mikor visszatért a csapat,

hálából templomba vitte zászlójukat.

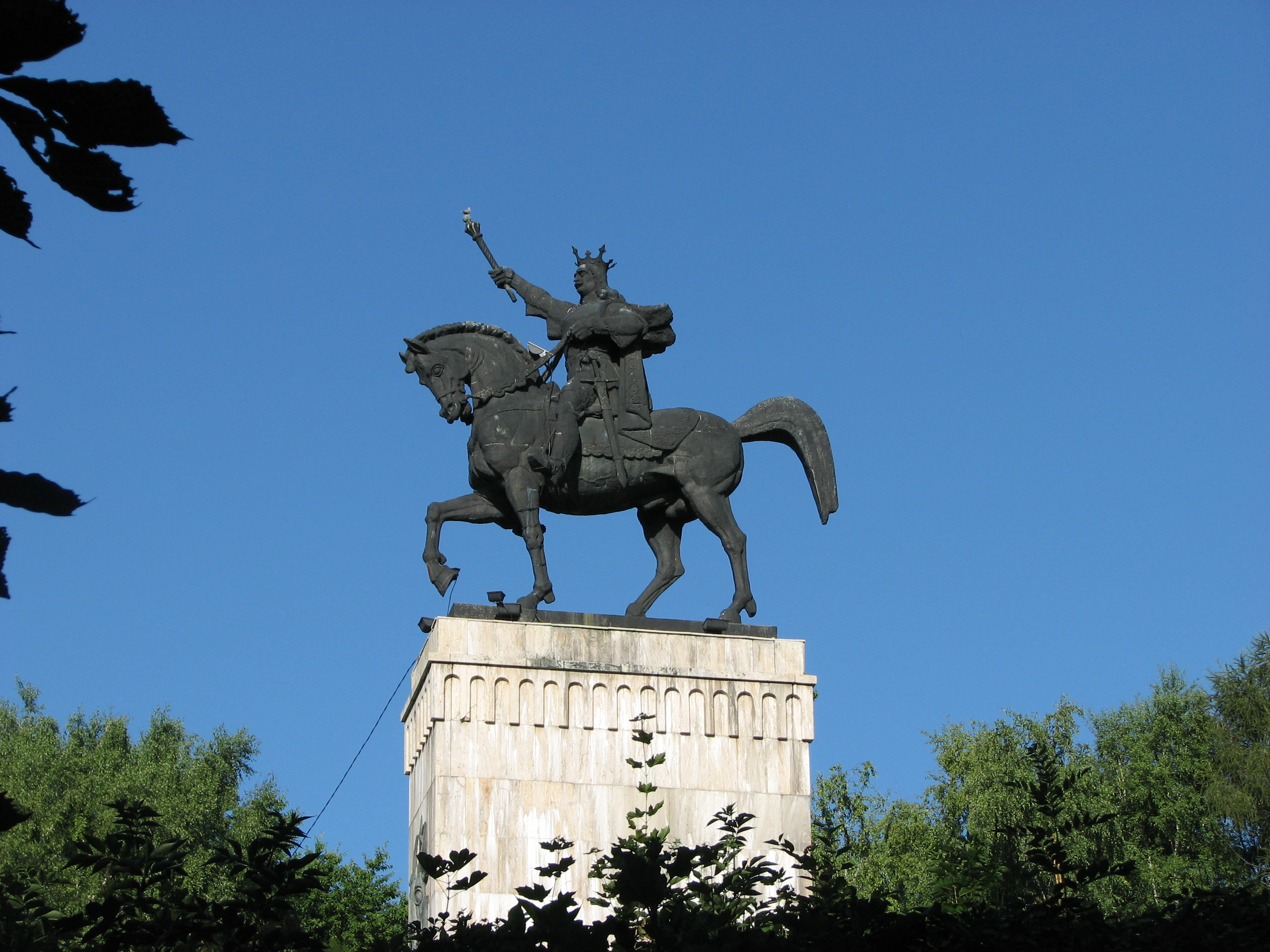
III. István moldvai fejedelem lovasszobra

Hadjárata, melynek célja Moldávia igába hajtása volt, sikerrel zárult. III. István ellenfele, Péter Áron egyes források szerint[forrás?] szintén a moldvabányai csatában esett el; mások szerint[forrás?] a következő évben István betört Erdélybe, itt fogta el és fejeztette le Péter Áront. Az utóbbira nincs bizonyíték és valószínűtlen, mivel a magyar haderő a királlyal együtt Erdélyben állomásozott és minden bizonnyal feltartotta volna. 1468-ban III. István békét kötött Mátyással, hűbérurának fogadva el a magyar királyt, aki többször nem támadott Moldvára, sőt több ízben segítette őket a törökök és a havasalföldiek ellen, így a Moldvai–török háborúban a vászlói csatában is.